# 小農夫體育會
小農夫體育會（西班牙語：Club Atlético Chacarita Juniors），一般稱為查卡里塔青年，是阿根廷布宜诺斯艾利斯省的一个足球俱乐部，成立于1906年。现参加阿根廷足球全國聯賽。2004年，查卡里塔青年降入乙级联赛。2008–09赛季，查卡里塔青年重新升入甲级联赛。

## 历史
1906年，查卡里塔青年在比利亚克雷斯波与查卡里塔（意即小農場）交界处的一个图书馆成立。